# Maardu
Maardu (tiếng Đức: Maart)  là một thị trấn ở Estonia. Nó là một phần của vùng đô thị Tallinn, cách thủ đô khoảng 15 km về phía đông. Thành phố có dân số 16.170 người (2021). Cảng Muuga, cảng hàng hóa lớn nhất ở Estonia, nằm một phần ở Maardu.